# Hlinaia, Edineț
Hlinaia (istoric s-a mai numit Glinaia pe timpul guberniei și Glina Mare în perioada interbelică) este un sat din raionul Edineț, Republica Moldova. Localitatea este situată la 48°22'26'' latitudine N și 27°24'98'' longitudine E.
Distanța directă până la reședința raionului, Edineț este de 8 km. Distanța directă până la capitala Chișinău este de 215 km. Moșia satului se învecinează cu cea a Rotundei la est, orașului Edineț în sud, Tîrnova în vest (în raionul Edineț); Halahora de Sus la nord-vest și Groznița în vest (din raionul Briceni).

## Legendă
După cum spune legenda, demult, în locul unde este situat satul astăzi, pământul nu era populat, din motivul că era foarte cleios și mai ales pe timpul ploilor era imposibil de trecut prin această localitate. Cum spune Legenda, o oarecare cucoană pe nume Cezara se îndrepta cu careta spre orașul Cernăuți.
Ajungând de asupra locului unde în prezent se află satul a pornit să plouă puternic, că cât nu s-a stăruit vizitiul a fost imposibil de a scoate careta cu cai din hlei. Enervată cucoana a blestemat de astăzi înainte locul acesta spunându-i Hlina. Mai apoi cei care s-au stabilit cu traiul aici i-au zis Hlina/Hlinaia.

## Geografie
Teritoriul comunei este amplasat pe Platoul Moldovei de Nord caracterizat printr-un relief plat, slab fragmentat de văile cursurilor de apă. Altitudinea medie constituie 215 metri, cele mai înalte culmi au înălțimea de 252,6 m; 244,5 m și 228,5.
Profilul geologic este reprezentata o cuvertură de roci sedimentare așezate pe fundamentul cristalin al Platformei Moldovenești. Fundamentul se află la adâncimea de 380–400 m sub nivelul mării, grosimea stratul sedimentar fiind de peste 600 m. Stratul sedimentar este compus de roci de vârstă cambriană, ordoviciană, cretacică, neogenă și cuaternară pe care s-au format solurile actuale. În văile râurilor la suprafața comunei apar argile stratificate, iar masivele de dealuri sunt alcătuite din argile, argile nisipoase, marne etc. Din punct de vedere seismic Hlinaia se află în zona cu intensitatea maximă posibilă a cutremurelor de 7 grade.
Pe moșia comunei sunt 4 tipuri de sol. Cea mai mare parte a profilului pedologic constituie cernoziomurile, în special cele levigat și argiloiluviale, cernoziomul tipic are o distribuție limitată în nord vestul comunei. Solurile cenușii tipice și molice sunt răspândite pe culmi, iar în văi s-au format solurile aluviale molic și mlăștinos. De asemenea, fragmentar se întâlnesc sol cernoziomoid tipic și mocirlă.
Rețeaua hidrografică este slab dezvoltate. Satului este traversat de un pârâu intermitent. Pe teritoriul comunei sunt 4 bazine artificiale acvatice, inclusiv unul exploatat împreună cu comuna Groznita.
Clima este temperat-continentală, cu ierni blânde și veri secetoase. Vara, în luna iulie, temperatura medie este de circa +20 °C, iarna, în ianuarie, de -4 °C. Cantitatea medie de precipitații variază între 550–600 mm/an. Dintre fenomenele extreme în Hlinaia se manifestă viscolul, chiciura, poleiul, canicula.
Flora locală este reprezentată de vegetație de luncă care s-a păstrat pe versanții văilor, o bună parte a teritoriului fiind valorificată, de vegetația palustră și acvatică. Vegetația forestieră lipsește.

## Istorie

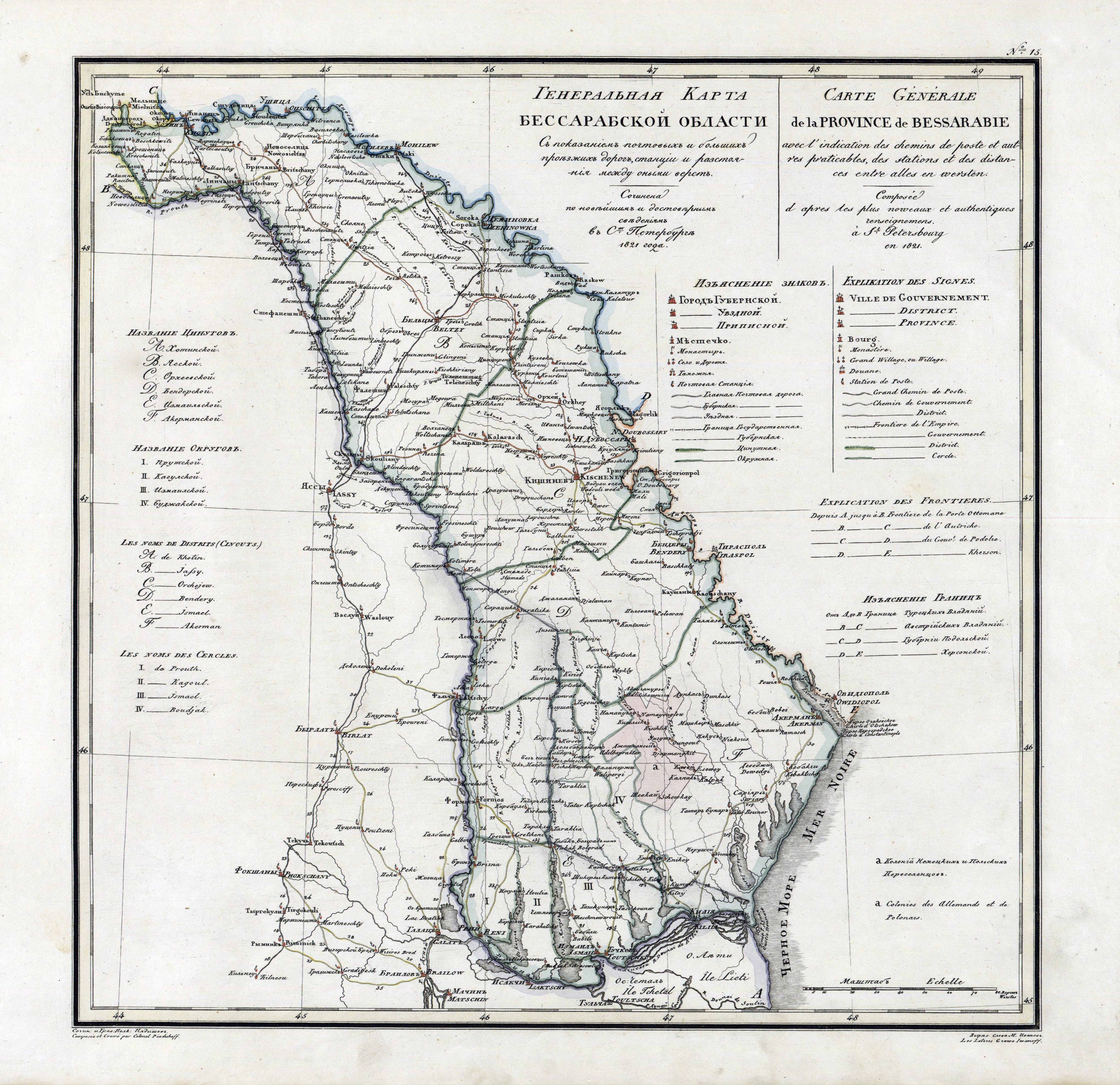
Satul pe o hartă țaristă a guberniei din 1821 (figurează ca Хлиное, adică „Hlinoe”)

Pe 12 aprilie 1620, satul Hlinaia este pentru prima dată menționat de către domnitorul Moldovei Gașpar Grațiani, care ea făcut danie acest sat lui Costea Buceac, Mare Vornic de Țara de Josː
„Copie de pe suretu ispisocului lui Gaspar Voevod, pe moșii și pe vii și pe țigani, anul 7128 <1620> Apr[ilie] 12 zile.

Facem însemnare cu aceasta carte a noastră, tuturor carii pre dânsa o vor vide sau carii pre dânsa o vor auzi, adecă acel adevărata al nostru credincios și cinstit boier Costea Bucioc, Marele Vornic al Țării de Jos, slujind cu drepte și credință celor mai dinaintea cu sfânțiodihniți [decedați] mai înainte domni, iar astăzi slujește și nouă, drept și cu credință și pământului nostru.

Pentru aceia noi văzând a lui dreaptă încredințată slujbă către noi, l-am miluit pre dânsul cu osăbită a noastră milă și i-am dat și i-am întărita lui, dela noi, în țara noastră a Moldovei, pre a lui drepte ocine, din drese de danie și de cumpărătură si de întărire, ce are de la acei cu sfânțiiodihniți mai înainte domni, satul pre anume Tribisăiuți, ca heleșteie și cu mori în pârâul Drabiștii și satul Dămidenii, cu heleșteie și cu mori întru același pârâu și jumătate din satul Mendicăuți, partea de sus, cu heleșteie și trei părți din tot satul Caraclăului, cu heleșteie și satul Româncăuți, iarăsi cu heleșteie pe Drabiște și satul Marcovățu, pe pârâul Racovăț, cu heleșteie și cu mori, și satul Hlinaia cu heleșteie și satul Buzovița cu heleșteie și satul Răsteul pe Nistru și a treia parte de sat de Costești pe Prut, în gura Ciuhurului și cu heleșteie și cu mori în Ciuhur și cu pod în Prut, care aceli sate toate sânt în ținutul Hotinului.”
Satul mai este menționat și ca punct pe hotar pe valea Racovățului, în 1664 când domnitorul moldovean Gheorghe Duca întărește o marturei hotarnică a sat. Ocǎuți din Ținutul Hotin. Apoi se mai face o împărțeală de sate în ramura Canta a neamului Cantucuzino în sept. 1693.

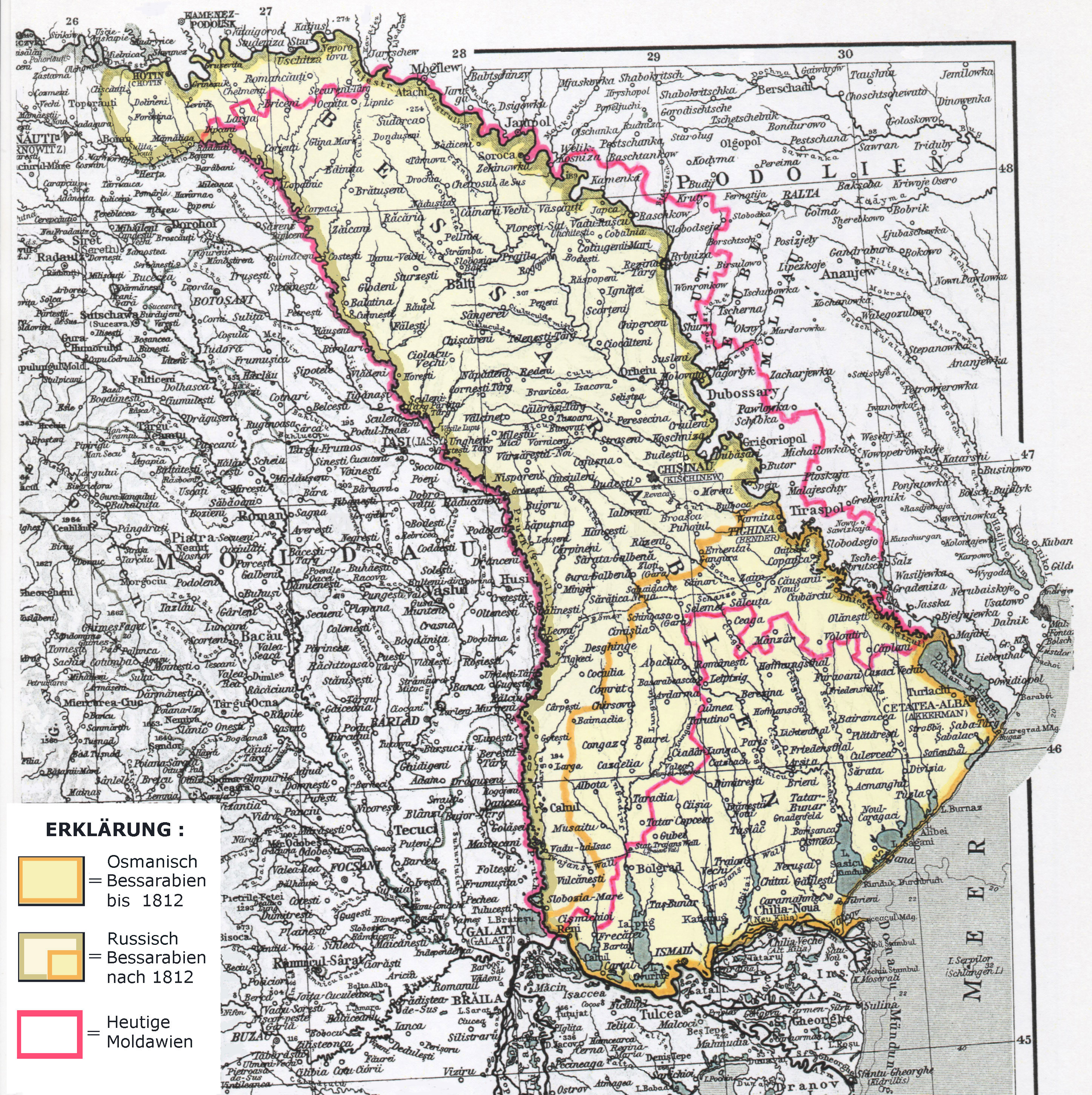
Hartă istorică germană din 1927, pe care satul figurează sub numele „Glina Mare”.

După aceasta aproape un secol nu sa mai citit despre Hlinaia. Până când administrația militară rusǎ, care pe 25 decembrie 1772, găsește aici 94 de gospodǎrii, pe care le impune să plătească bir țarului. Aceeași administrație de teama să nu omită pe cineva din listă, mai repetă numărătoarea în 1774. Acum consemnează numai 45 de gospodării, pe 42 numindu-i birnici, scădere făcând numai pentru preotul Moisei, învățătorul Toader și pisarul Vasile.
Satul creștea nu numai din spor natural, dar și din contul celor se mutau cu traiul aici. Din când în când, țăranii mai dau dovadă de revolte, dar sunt nevoiți să-i găzduiască pe soldații ruși, care luptau contra Imperiului otoman. În 1870, în sat erau 179 de case, cu 1.184 de locuitori, deci câte 6,6 oameni la o gospodărie. Erau 149 cai, 434 vite cornute mari, 450 oi.
Țărani adună ban cu ban și deschid o școală în 1871, care la hotar de secole o avea de învățătoare pe Elena Ilnițchi. Construcția școlii noi începe abia în 1904 și e finisată în 1906. În 1902 în Hlinaia erau 259 case, cu o populație de 2200 persoane, o biserică, o școală elementară rusească cu o clasă; gospodarii dețineau 410 vite și 110 cai.
După unirea Basarabiei cu România, satul Glinoaia este inclus județul Hotin, plasa Briceni. Conform Anuarului Eparhiei Chișinăului și Hotinului din 1922, îl menționează în calitate de preot paroh al Bisericii Sfântul Nicolae pe Filip Belodanov, de 43 ani, absolvent al seminarului teologic, în serviciu religios pe loc din 1901. Cântăreț este Tihon Levinschi, de 48 ani, cu 2 clase de școală spirituală, fiind în serviciu sacru din 1909, iar în Glinoaia – dina 1911.
     Români (93,9%)
     Ucraineni (3,6%)
     Ruși (0,9%)
     Alte etnii (1,6%)
O mare cotitură în viața sătenilor a fost împroprietărirea lor în 1922, cu pământ fără răscumpărare. În 1923, satul Hlinaia avea 520 de case cu 1488 de locuitori. Satul are deja o moară de aburi, școală primară, 3 cârciumi, post de jandarmi și primărie.
La recensământul general al populației din 1930, în satul Glina Mare din plasa Briceni, au fost înregistrați 1.876 de locuitori, inclusiv: români – 1.785 persoane, ruși – 44 persoane, evrei - 23 persoane, polonezi – 8 persoane, ucraineni – 5 persoane, germani – 2 persoane, turci – 1 persoană și 8 locuitori de etnie romă. Limba română, în calitate de limba maternă, și-au declarat 1.791 persoane; limba rusă – 56 peroane; limba idiș – 23 persoane, limba ucraineană – 5 persoane și limba turcă – 1 persoană.
În 1940, satul a ajuns la 1.897 de locuitori, fiind aproape în totalitate de moldoveni (98,4%), dar în vara anului viitor numără 525 de case, deja cu 2.102 locuitori. Recensămintele sovietice din 1979 și 1989, înscriu în liste 2.032 locuitori și respectiv 1.983.
După transformările sociale din anii 1989-1991, stăpâni pe pământ au devenit cu adevărat țăranii, acum lucrând în mod individual sau în gospodării țărănești asociate.

## Demografie
În satul Hlinaia au fost înregistrate 732 de gospodării casnice la recensământul moldovean din anul 2004. Membrii acestor gospodării alcătuiau 1.921 de persoane, iar mărimea medie a unei gospodării era de 2,6 persoane. Gospodăriile casnice erau distribuite, în dependență de numărul de persoane ce le alcătuiesc, în felul următor: 22,68% - 1 persoană, 28,96% - 2 persoane, 23,5% - 3 persoane, 16,53% - 4 persoane, 6,01% - 5 persoane, 2,32% - 6 și mai multe persoane.
Structura etnică a populației în 2014
     Moldoveni (97,4%)
     Ucraineni (1,3%)
     Români (0,7%)
     Ruși (0,4%)
     Alții (0,2%)

### Structura etnicǎ
| Etnie     | Populație 2004 | % 2004 | Populație 2014 | % 2014 |
| --------- | -------------- | ------ | -------------- | ------ |
| Moldoveni | 1.871          | 97,40% | 1.669          | 97,43% |
| Ucraineni | 28             | 1,46%  | 22             | 1,28%  |
| Români    | 3              | 0,16%  | 12             | 0,70%  |
| Ruși      | 14             | 0,73%  | 6              | 0,35%  |
| Bulgari   | 2              | 0,10%  | –              | –      |
| Alții     | 3              | 0,16%  | 4              | 0,23%  |
| Total     | 1.921          | 100%   | 1.713          | 100%   |

## Administrație și politică

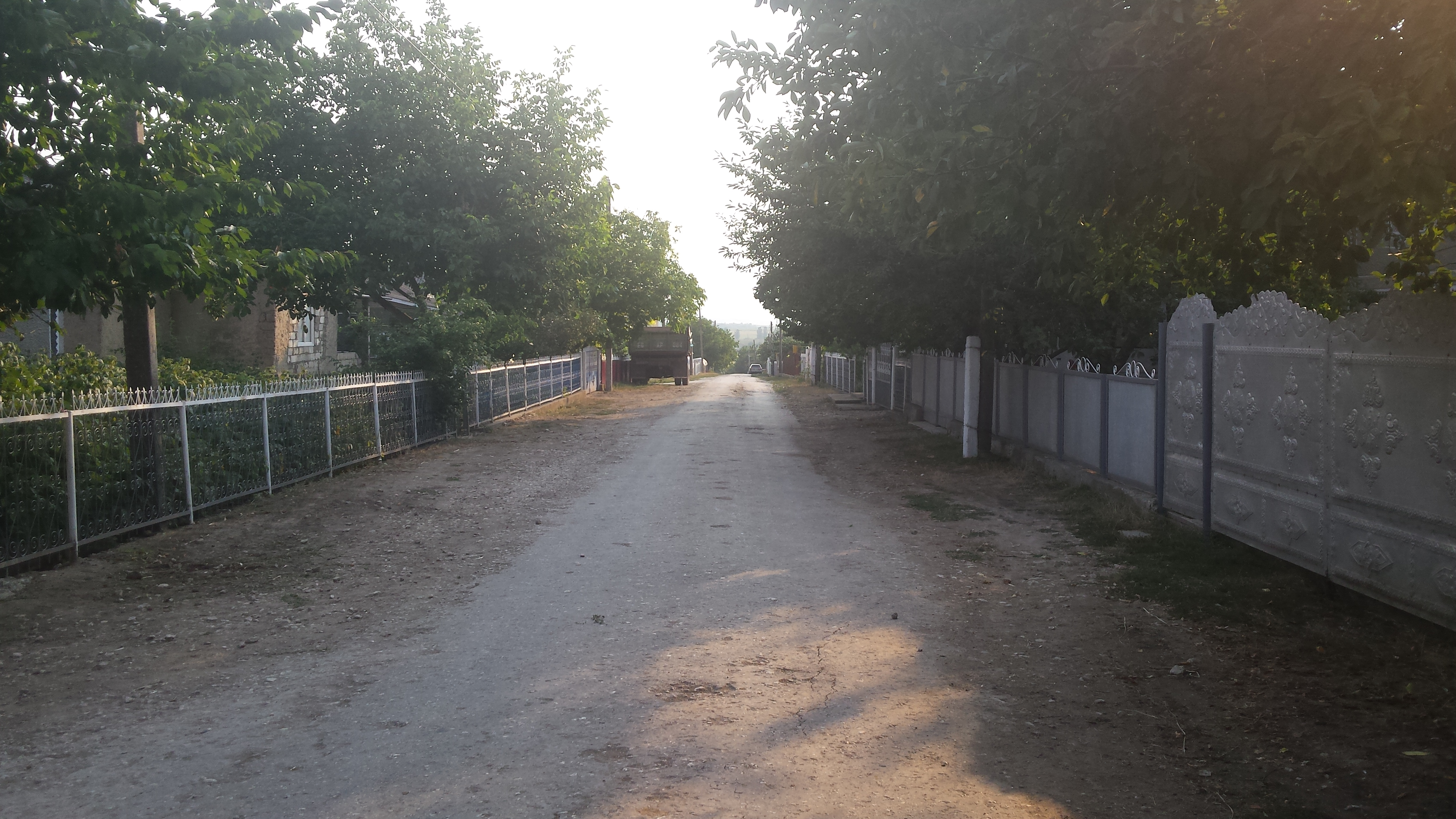
Strada Norocului din cartierul „Planul nou”.

Primarul satului Hlinaia este Aliona Lambarschi (Liga Orașelor și Comunelor), aleasă la în noiembrie 2023.
Componența Consiliului local Hlinaia (9 consilieri), ales la 5 noiembrie 2023, este următoarea:
|  | Partid                                       | Consilieri | Componență | Componență | Componență | Componență |
|  | -------------------------------------------- | ---------- | ---------- | ---------- | ---------- | ---------- |
|  | Liga Orașelor și Comunelor                   | 4          |            |            |            |            |
|  | Partidul Acțiune și Solidaritate             | 3          |            |            |            |            |
|  | Partidul Socialiștilor din Republica Moldova | 1          |            |            |            |            |
|  | Partidul Social Democrat European            | 1          |            |            |            |            |

## Economie
Principala activitate economică a populației constituie agricultura. Cele mai cultivate plante sunt: grâul, porumbul, sfecla de zahăr, orz, floarea-soarelui etc. În sectorul serviciilor activează un magazin agricol, câteva magazine de produse alimentare, internet-club, asociația de economii și împrumut. Domeniul medico-sanitar este reprezentat la oficiul medical și un oficiu al direcției raionale sanitar-veterinare pentru siguranța produselor de origine animalieră.
În sfera educației funcționează un gimnaziu.

## Galerie de imagini

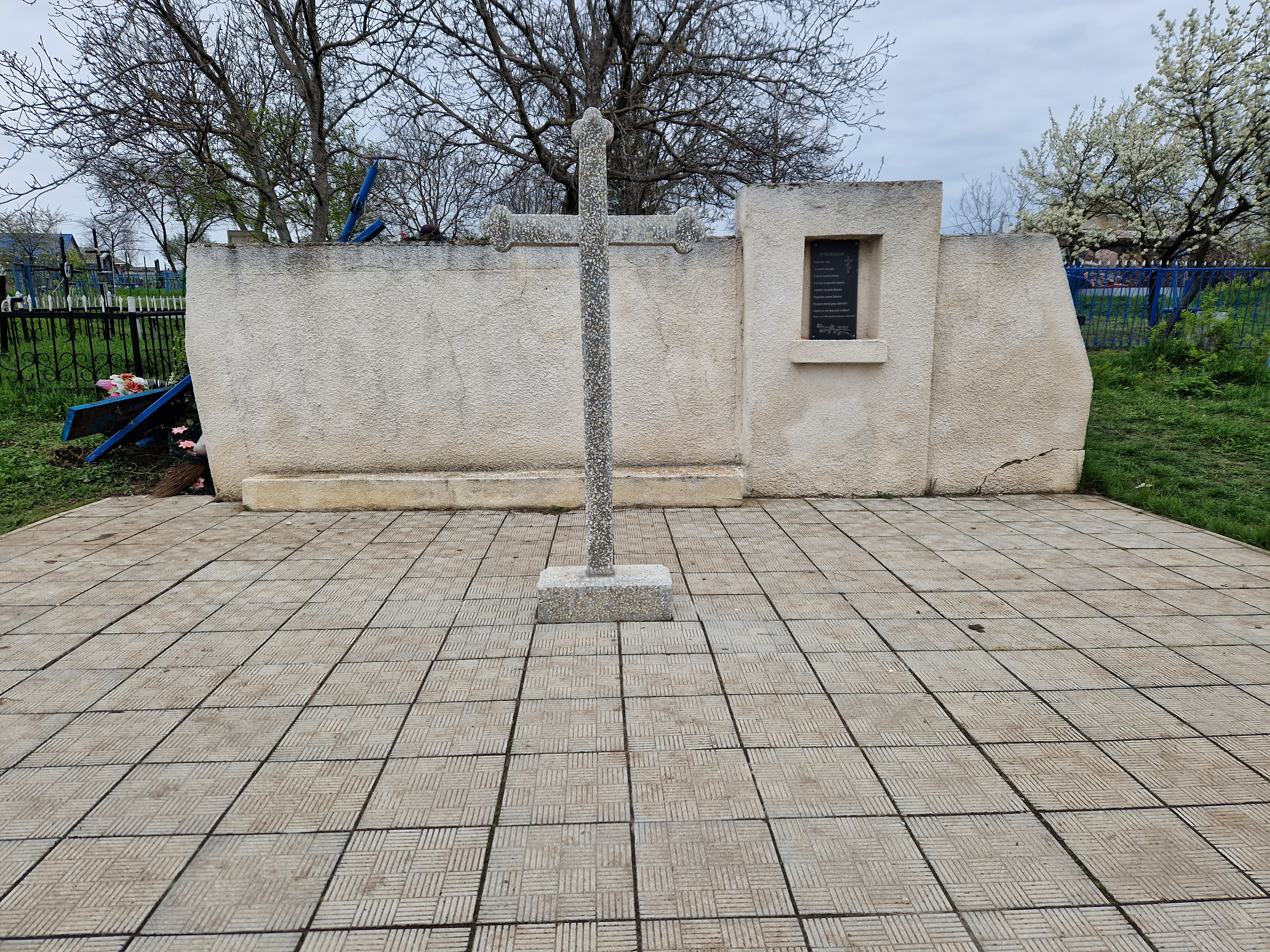
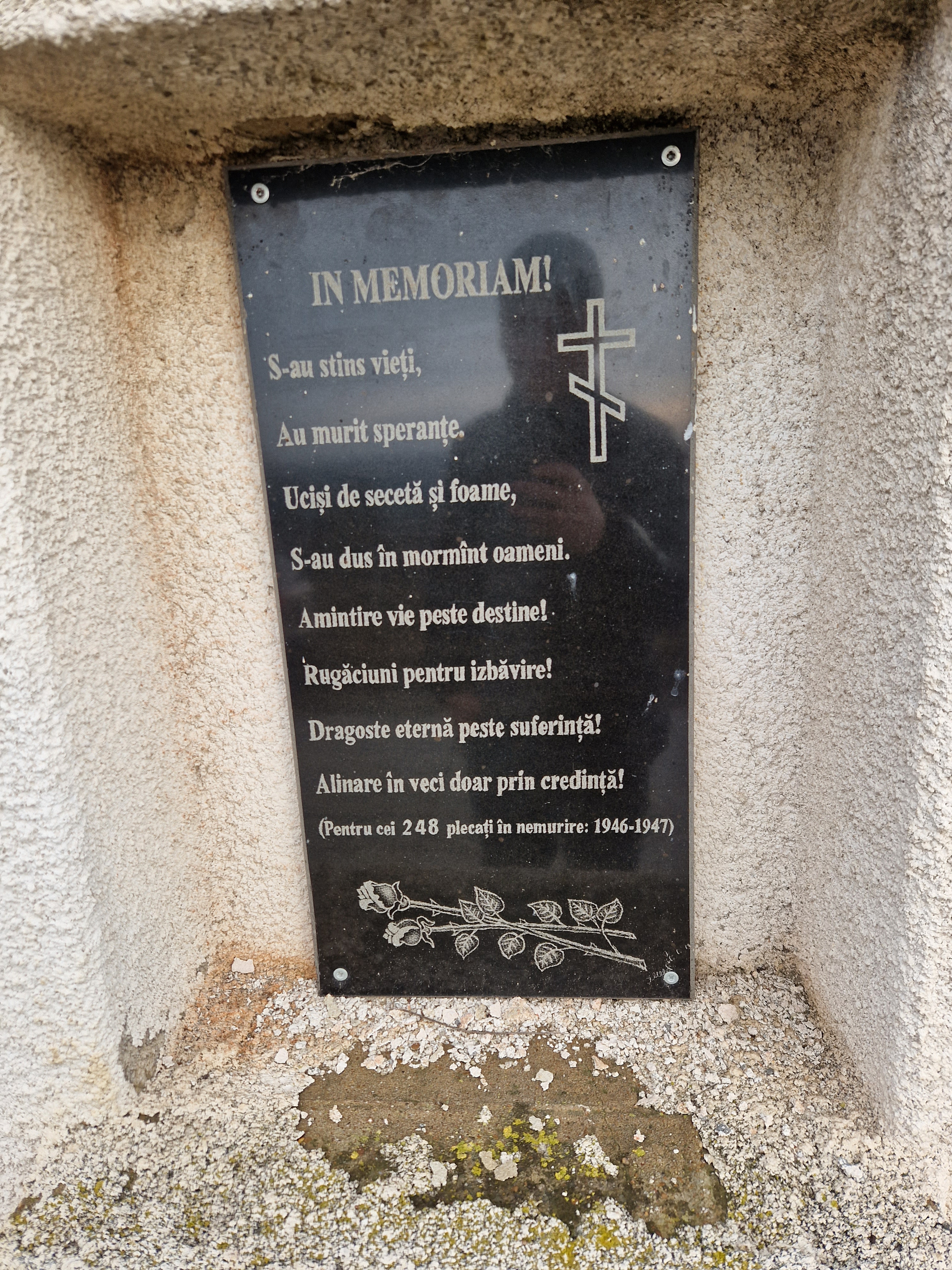

Biserica „Sfântul Nicolae” din localitate

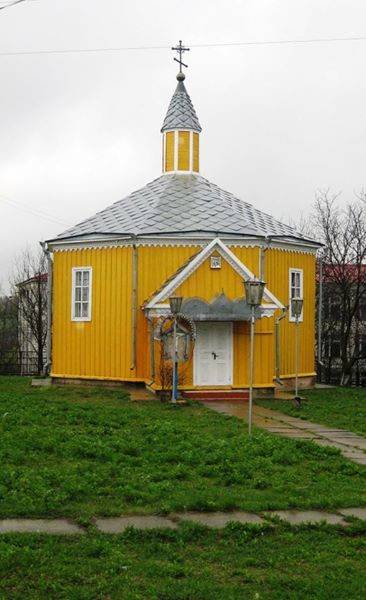
Biserica „Sf. Nicolae”, monument ocrotit de stat.
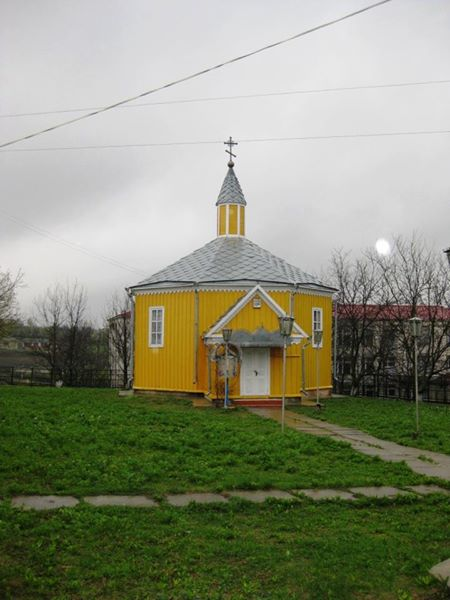
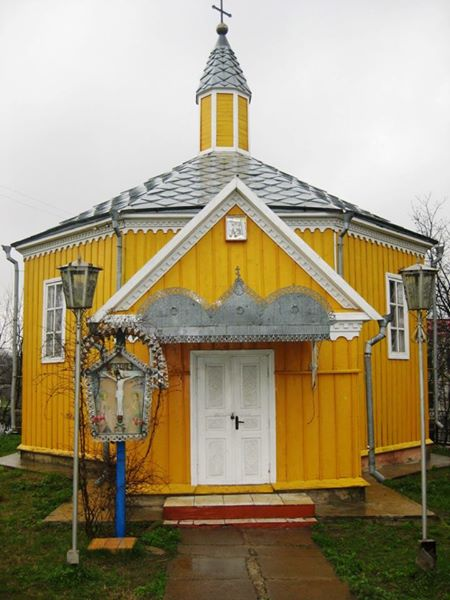
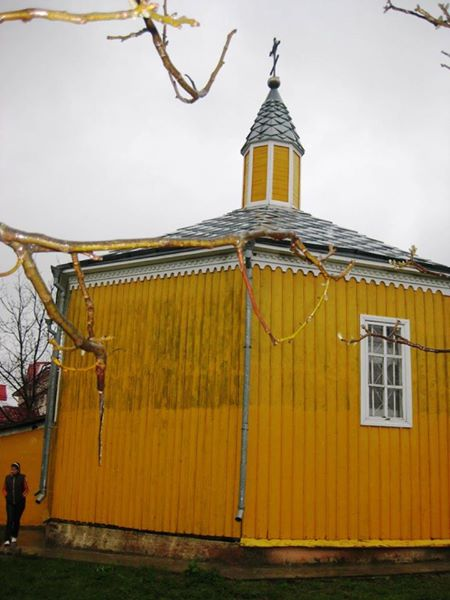
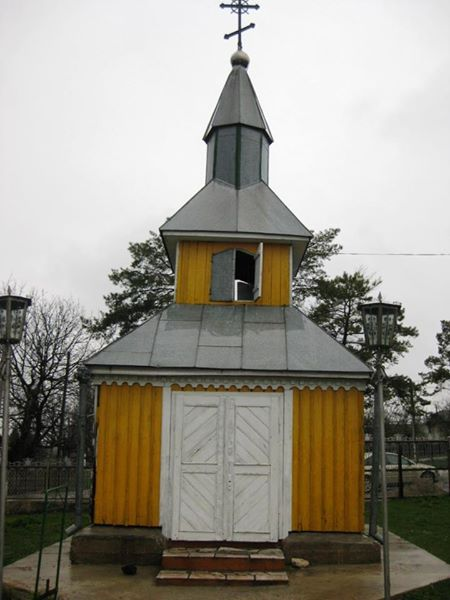
Clopotnița lăcașului.

Memorialul celor 28 de ostași consăteni căzuți în Al Doilea Război Mondial

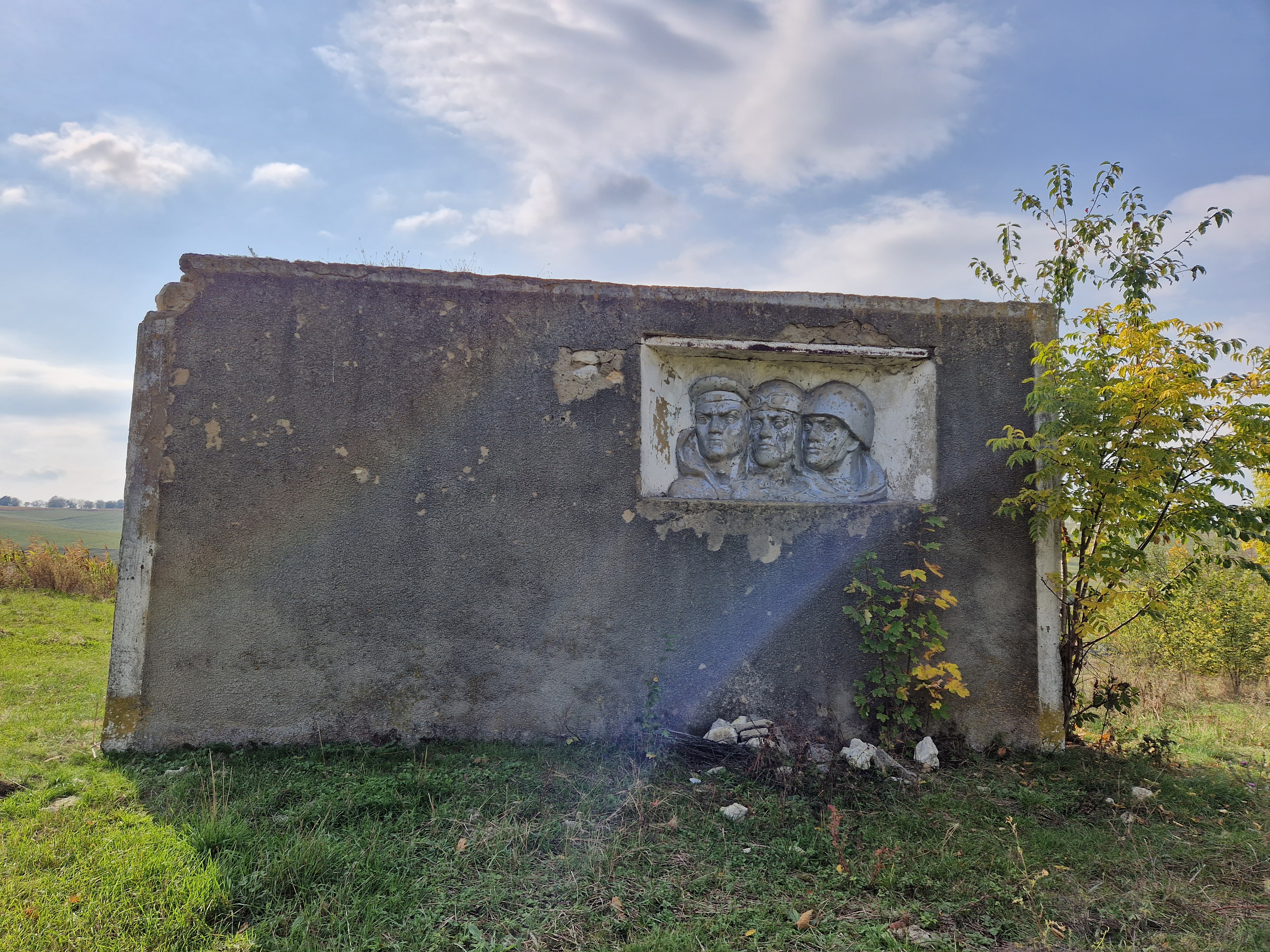
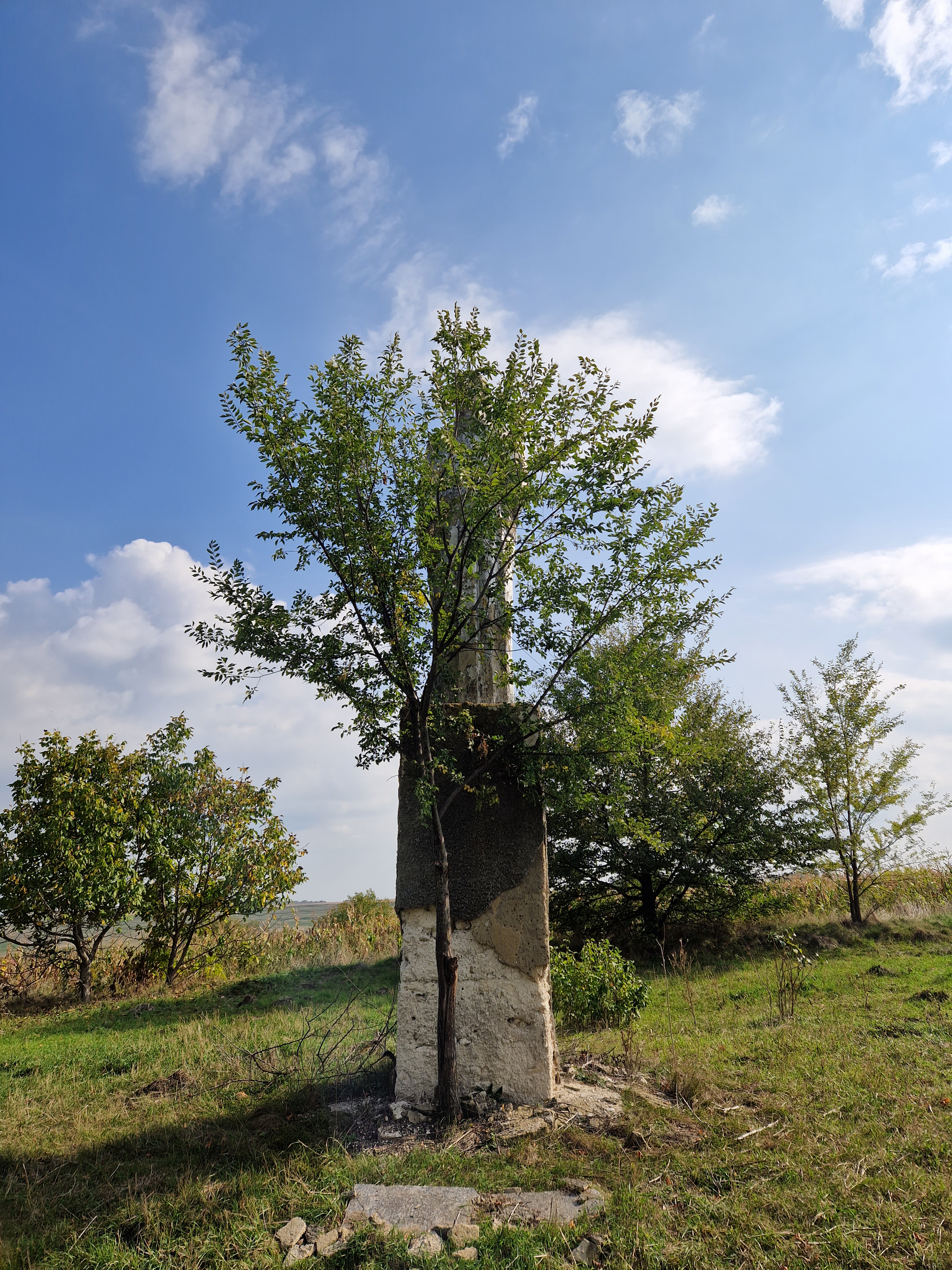
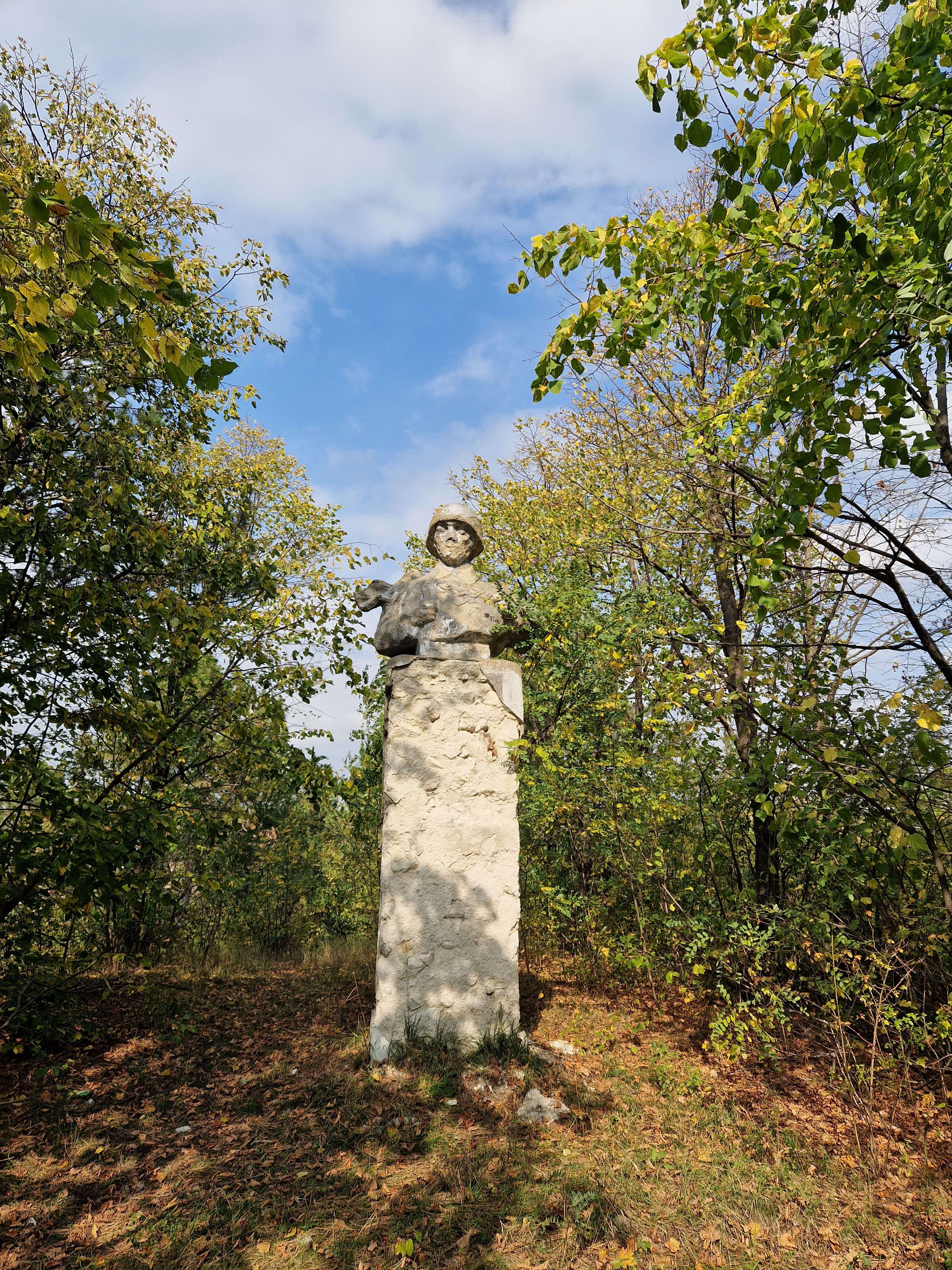
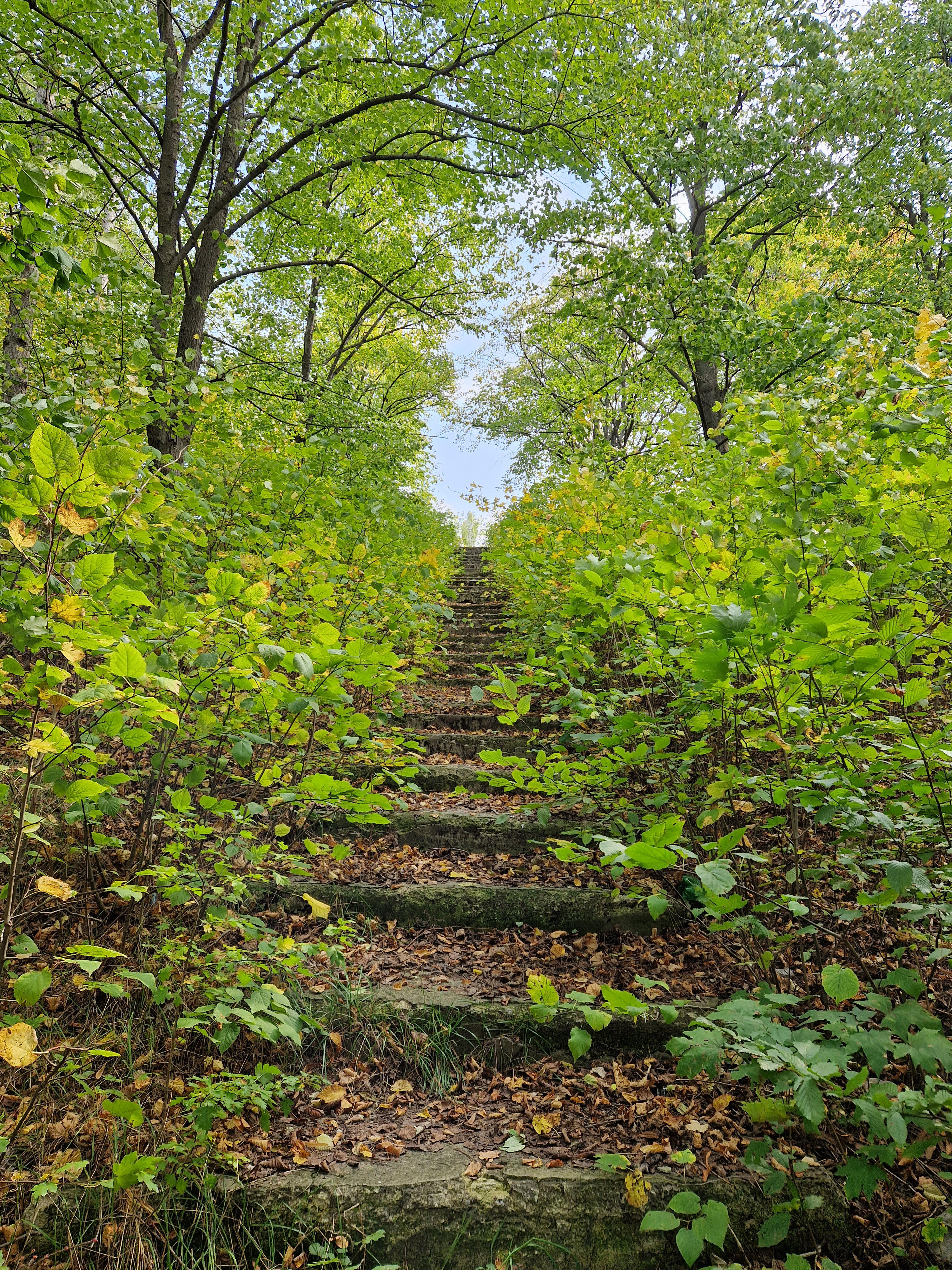

- Starea memorialului în octombrie 2022.

Memorialul foametei organizate din anii 1946-47, amplasat în cimitirul localității.

## Personalități

### Născuți în Hlinaia
- Ceslav Ciobanu (n. 1951), economist, traducător și politician moldovean, ministru al privatizării (1997).